# Jules White
Jules White, nacido como Julius Weiss; en húngaro: Weisz Gyula (Budapest, Imperio Austro- Húngaro, 17 de septiembre de 1900 - Van Nuys, Estados Unidos, 30 de abril de 1985) fue un director y productor cinematográfico estadounidense de origen austrohúngaro, conocido principalmente por su trabajo en los cortos cómicos de Los tres chiflados.

## Biografía

### Inicios
Su verdadero nombre era Julius Weiss, y nació en Budapest, Hungría, en aquel momento parte del Imperio austrohúngaro. White empezó su carrera en el cine en los años 1910, siendo actor infantil de Pathé. Más adelante hizo un pequeño papel en El nacimiento de una nación. En la siguiente década su hermano Jack White se había confirmado como un exitoso productor de comedias para Educational Pictures, y Jules trabajó para él como montador. En 1926 Jules se inició como director, especializándose en el rodaje de comedias.
En 1930, White y su amigo de la infancia Zion Myers entraron en los estudios Metro-Goldwyn-Mayer. Idearon u codirigieron las efectistas comedias "Dogville" de MGM, en las cuales actuaban perros entrenados y que eran sátiras de filmes rodados recientemente en Hollywood (como The Dogway Melody y So Quiet on the Canine Front). White y Myers codirigieron también el largometraje de Buster Keaton Sidewalks of New York, y lanzaron una serie de "Goofy Movies", que eran parodias de melodramas de la época muda.

### Columbia Pictures
En 1933, Jules White fue nombrado director de la división de cortos de Columbia Pictures, que se convirtió en las más prolífica factoría de comedias de Hollywood. En una época en la que los cines exhibían programas de dos largometrajes, las productoras rodaban pocos cortos cómicos; a mediados de los años 1930, las tres mayores productoras de comedia —Hal Roach, Educational Pictures y Universal Pictures— redujeron sus operaciones. En contraste, en 1938 el departamento de cortos de Columbia estaba tan ocupado que White lo dividió en dos unidades. White producía para la primera unidad, y Hugh McCollum (antiguo secretario ejecutivo del director de Harry Cohn) para la segunda, alternándose las estrellas cómicas de Columbia entre las unidades de White y McCollum.
Encargándose McCollum de parte del trabajo administrativo, White se dedicaba a su primera afición: dirigir. Empezó a dirigir los cortos de Columbia en 1938, llegando a ser el director más prolífico del departamento. Sus filmes sonoros se rodaban utilizando un método original del cine mudo. La acción visual era muy rápida, y los actores gesticulaban mucho y reaccionaban violentamente. Este énfasis en la comedia slapstick funcionaba bien con un contexto adecuado, pero no siempre era así. Sin embargo, al público le encantaba este tipo de comedias, y Columbia produjo más de 500 de ellas a lo largo de un cuarto de siglo.
La comedia física era la norma de los cortos de White, y algunos de sus gags favoritos los repetía a lo largo de los años, siendo su estilo más evidente en los cortos protagonizados por los veteranos cómicos Wally Vernon y Eddie Quillan.

### Últimos años
En la década de 1950, White trabajaba con tanta rapidez y economía que era capaz de rodar un corto en un día. Su sistema era tomar prestado metraje de filmes anteriores, a los cuales añadía nuevas escenas, a menudo utilizando los mismos actores, vestuario y platós. Aunque la mayor parte de sus comedias de esos años eran casi idénticas a las rodadas por él en la década anterior, él todavía rodaba material partiendo de cero, como fue el caso de tres comedias rodadas en Cine 3D, Spooks! y Pardon My Backfire (1953), con Los tres chiflados, y Down the Hatch, protagonizada por Harry Mimmo.
En 1956, cuando otros estudios habían abandonado la producción de cortos, Jules White tuvo el camino abierto para experimentar con nuevas ideas. Muchas de sus comedias de Los tres chiflados tenían ahora material nuevo, con temática musical o de ciencia ficción, y a menudo con referencias a tópicos del rock and roll y de las películas de la época. White llegó incluso a lanzar una nueva serie, "Girlie Whirls", que protagonizaría Muriel Landers, aunque solamente se rodó un film antes de que White la asignara a una de las comedias de Los tres chiflados.
Columbia cerró su departamento de cortos a finales de 1957. White trabajó en televisión en Screen Gems, compañía subsidiaria de Columbia, a principios de los años 1960, creanado la sitcom de 1962 Oh! Those Bells, y coproduciendo su episodio piloto con su hermano Sam White, aunque decidió retirarse al poco tiempo.
Cerca del 40% de las producciones de White fueron interpretadas por Los tres chiflados. En sus otras películas actuaban estrellas como Buster Keaton, Andy Clyde, Harry Langdon, Hugh Herbert, Vera Vague y El Brendel. 
Jules White falleció en 1985 en Van Nuys, California, a causa de una enfermedad de Alzheimer. Fue enterrado en el Cementerio Hollywood Forever, en Los Ángeles.

## Premios y distinciones
Premios Óscar
| Año  | Categoría                       | Película                      | Resultado |
| ---- | ------------------------------- | ----------------------------- | --------- |
| 1935 | Mejor cortometraje de comedia   | Men in Black                  | Nominado  |
| 1936 | Mejor cortometraje de comedia   | Oh, My Nerves                 | Nominado  |
| 1946 | Mejor cortometraje - Dos rollos | The Jury Goes Round 'N' Round | Nominado  |
| 1947 | Mejor cortometraje - Dos rollos | Hiss and Yell                 | Nominado  |